# Julia Culp

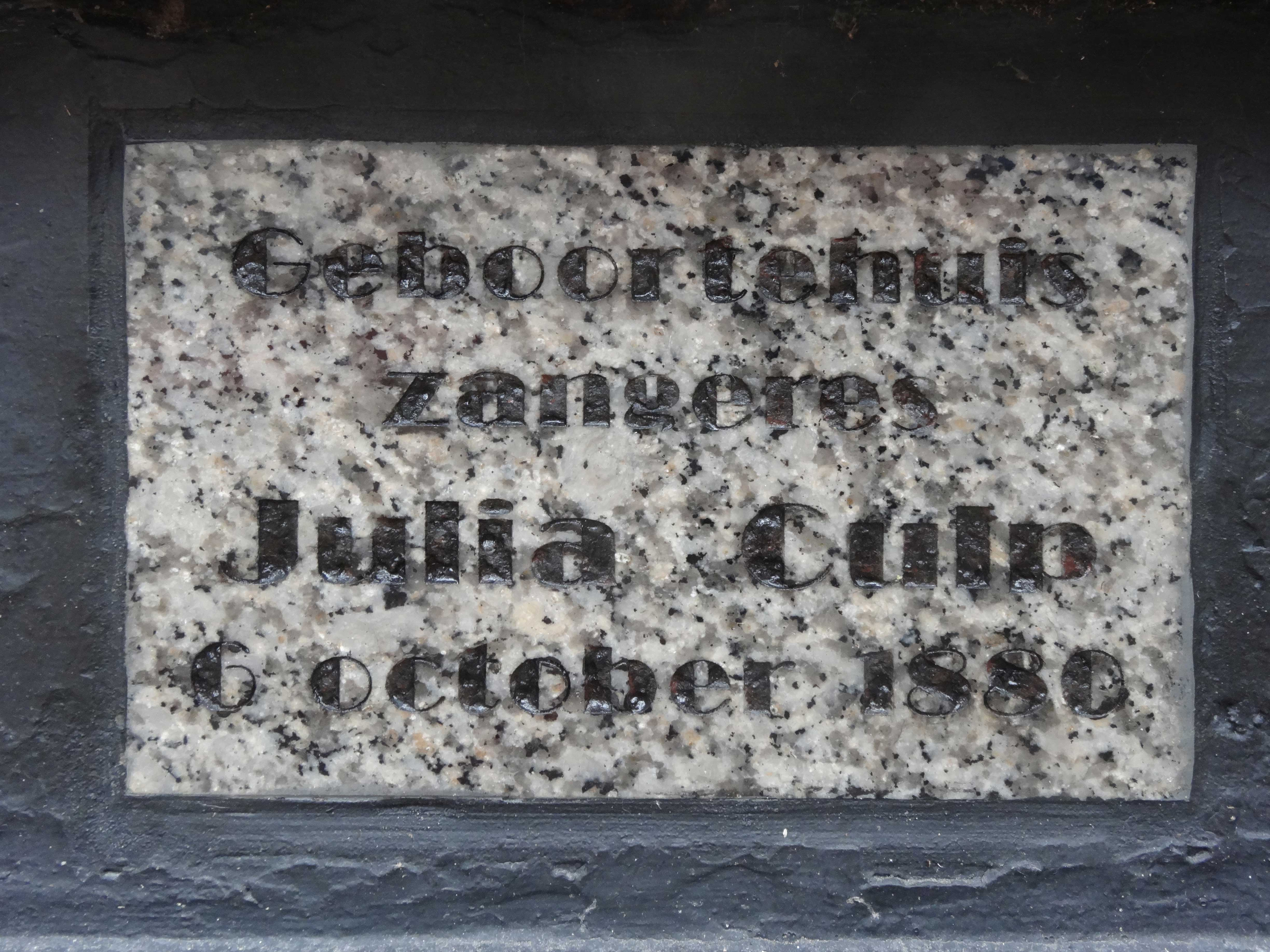
Gedenksteen in de gevel van het geboortehuis van Julia Culp (Folkingestraat, Groningen)

Julia Bertha Culp (Groningen, 6 oktober 1880 - Amsterdam, 13 oktober 1970), bijgenaamd de "Hollandse nachtegaal", was in de jaren 1901-1919 een wereldberoemde mezzosopraan.
Julia Culp was een van de grootste Nederlandse zangeressen van Lieder (vooral Brahms, Wolf, Schumann en Schubert). Ze beschikte over een volmaakte ademtechniek en was beroemd om haar "subtiele frasering en intelligente tekstinterpretatie". Haar vaste begeleiders waren Erich J. Wolff en na diens dood in 1913 Coenraad V. Bos.

## Leven en werk
Ze werd in 1880 geboren in de Folkingestraat in Groningen als dochter van Baruch Culp, contrabassist in het Orchest der Vereeniging De Harmonie, en Sara Cohen. Al op zevenjarige leeftijd kreeg ze een viool in haar handen gedrukt om op te studeren. Op elfjarige leeftijd had ze haar eerste optreden, op een feestavond van de Groninger zangvereniging Crescendo. Haar eerste optreden als zangeres vond op 30 december 1893 plaats in de 'Groote Bovenzaal der Harmonie'. In de zomer van 1896 ging ze naar de muziekschool van Toonkunst in Amsterdam, waar ze zang studeerde bij de operazangeres Cornélie van Zanten en piano bij Jean-Baptiste de Pauw. In 1900 behaalde ze haar einddiploma. Al eerder trad ze in het openbaar op, begeleid door Kor Kuiler.
Haar zangcarrière nam al snel een grote vlucht. De Duits-Amerikaanse orkestdirecteur Wilhelm Berger zorgde ervoor dat ze op 18 oktober 1901 in Saal Bechstein in Berlijn kon optreden. Dit was het begin van een glanzende internationale zangcarrière die haar door heel Europa en Amerika zou brengen. Tijdens haar carrière trad ze op met veel beroemde componisten, dirigenten, zangers en andere musici, zoals Edvard Grieg, Richard Strauss, Camille Saint-Saëns, Enrico Caruso, Otto Klemperer, Willem Mengelberg, Pablo Casals, Percy Grainger, Enrique Granados en Thomas Beecham.
Al in 1902 zong ze voor koningin Wilhelmina en in 1903 voor de Duitse keizerin Augusta Victoria. In 1913 maakte ze haar Amerikaanse debuut in Carnegie Hall in New York. Ze werd de hemel in geprezen en al snel werd ze The Dutch Nightingale (de "Hollandse nachtegaal") genoemd. In 1916 zong ze voor president Woodrow Wilson in het Witte Huis.
Julia Culp maakte zo'n 90 plaatopnames in de periode 1906-1924. In de Verenigde Staten maakt ze 41 opnames voor het label Victor in de periode 1914-1917 en in 1924.
Op 29 juni 1905 trouwde zij met Erich Merten en vestigde zich in Zehlendorf bij Berlijn. Nadat het huwelijk was stukgelopen en ze rond 1918 de Tsjechische industrieel Wilhelm baron von Ginzkey had leren kennen, liet ze zich van Merten scheiden. Op 23 juli 1919 trad ze in het huwelijk met de 24 jaar oudere von Ginzkey, waardoor ze de Tsjecho-Slowaakse nationaliteit verkreeg. Ze vestigden zich in Wenen. Hierbij liet de joodse Julia zich ook tot katholiek dopen. Tevens beëindigde ze op dat moment haar zangcarrière. Haar echtgenoot zou verklaard hebben dat hij wenste dat zij voortaan thuis bleef, maar zelf gaf zij later te kennen dat zij het concertleven als een last had ervaren, zodat zij blij was dat dit voorbij was. Zij trad alleen bij zeer speciale gelegenheden nog op en gaf zanglessen.
In 1934 overleed haar man. Inmiddels waren de nazi's aan de macht gekomen. Na de Anschluss keerde Culp terug naar Nederland, waar zij introk bij haar zuster, de pianiste Betsy Rijkens-Culp, in een flat in het 12-verdiepingenhuis (de zogenoemde Wolkenkrabber) aan het Daniël Willinkplein (het huidige Victorieplein) in Amsterdam. In 1938 herkreeg ze de Nederlandse nationaliteit. 
Toen de Tweede Wereldoorlog uitbrak, liep ze als Joodse ook in Nederland gevaar. Uiteindelijk moest Culp onderduiken. Via de familie-Schöfer kregen ze valse persoonsbewijzen. Culp vond eerst onderdak bij een familie in Bussum en later bij de beeldhouwer en zanger Bertus Sondaar in Loenen aan de Vecht. Haar zus Betsy zat eerst ondergedoken bij een boer in Lochem, maar kwam uiteindelijk ook in Loenen aan de Vecht terecht, zij het op een andere locatie.
Betsy kreeg in de loop van 1943 de mogelijkheid weer op te duiken, omdat zij getrouwd was geweest met een niet-Joodse man en er uit dat huwelijk een kind was voortgekomen. Voorwaarde was wel dat zij gesteriliseerd was. Om dit aan te tonen werd een valse doktersverklaring gemaakt. Ook voor Betsy Culp werden pogingen ondernomen om haar te "ontsterren". Zo bood de Duitse dirigent Wilhelm Furtwängler aan om te bemiddelen. Of het door zijn toedoen kwam is onbekend, maar Culp kreeg van Wilhelm Zoepf bericht dat zij zich in de laatste week van juni 1944 moest melden bij het Judenreferat IV B4 in Velp. Daar kreeg zijn een persoonsbewijs met een rode "J" overhandigd en een brief waarin was opgenomen dat zij was ontheven van alle maatregelen tegen Joden. Vanuit Velp keerde Culp terug naar de Wolkenkrabber waar haar zus Betsy haar intrek alweer had genomen.
Na de oorlog bleven de zusters wonen in hun flat in de Wolkenkrabber. Het duurde tot 1951 voordat Julia, na een moeizame juridische strijd, haar bezittingen terugkreeg uit het inmiddels communistische Tsjecho-Slowakije. Zij gaf nog wat lessen, maar na Betsy's dood in 1958 leidde "Juultje" een teruggetrokken bestaan tot haar dood op 90-jarige leeftijd.
- Bibliothèque nationale de France: cb13892876r (data)
- Biografisch Portaal: 49394713
- CiNii: DA16098820
- Gemeinsame Normdatei: 116757957
- International Standard Name Identifier: 0000 0000 8106 2799
- Library of Congress Control Number: n97066696
- MusicBrainz: ad7490cf-ef5a-4e74-b0cf-948e2977fa03
- Nationale Bibliotheek van Tsjechië: jx20120221006
- Nationale Bibliotheek van Israël: 987007320935305171
- Nederlandse Thesaurus van Auteursnamen: 068978537
- Réseau des bibliothèques de Suisse occidentale: 02-A022714538
- SNAC: w6xk9mnf
- Système universitaire de documentation: 251284468
- Virtual International Authority File: 27251423
- WorldCat: E39PBJvmJmCP8QPy3QWBhFw6Kd